# Вейсман фон Вейсенштейн, Густав-Эммануэль
Густав-Эммануэль Вейсман, Густав фон Вейсман, позже Густав-Эммануэль Вейсман фон Вейсенштейн (нем. Gustav Emanuel Weißmann von Weissenstein, 1729—1800) — инженер-гидротехник Русской императорской армии, остзейский немец. С 1764-го по 1781 год он руководил строительством дамб на Западной Двине в окрестностях Риги с целью предотвращения наводнений и организации градостроительства на берегах реки.

## Биография
Родился в 1729 году в поместье Альт-Кайпен у его владельца оберлейтенанта Адама Иоганна фон Вейсмана и его жены Евы Марии, урождённой Остерсток. Его старшим братом был дослужившийся до генерала Отто Адольф Вейсман фон Вейсенштейн (1726-1773).
Поступил на военную службу в Русскую императорскую армию. После окончания Семилетней войны в 1763 году инженер-капитан Густав фон Вейсман вернулся в Лифляндию и предложил Рижскому рату проект строительства системы дамб на Западной Двине от Московского форштадта  до Даугавгривы для защиты русла реки и предотвращения наводнений. Проект поддержала императрица Екатерина II во время её визита в Ригу в 1764 году, после чего были выделены первые 3000 талеров на начало работ. Общая смета строительства первоначально составляла 200 тысяч талеров, а сроки были рассчитаны на три года.
Во время строительных работ Густав-Эммануэль стал состоятельным человеком. Он женился на Анне Элизабете фон Штрокирх (р. 1743) и купил в Рижском округе несколько поместий: Шрайенбухскую усадьбу, Дрейлини, Любексгольм, Шварценгоф и Шарлоттенталь. Когда в 1772 году Екатерина II удостоила генерала Отто Адольфа фон Вейсмана баронским титулом «Вейсман фон Вейсенштейн», он также был присужден Густаву-Эммануэлю фон Вейсману и еще одному из трёх братьев, Францу-Готгарду фон Вейсману, подполковнику артиллерии при Второй крымской армии. После смерти старшего брата Густав-Эммануэль в 1773 году унаследовал родовое поместье Вейсманов фон Вейсенштейнов.
В 1781 году Вейсман был освобожден от должности на строительстве дамб из-за того, что работы затянулись, а стоимость их превысила первоначальную смету втрое. Ошибки в строительстве плотин были причиной того, что они часто разрушались во время ледохода и наводнений.
Густав-Эммануэль Вейсман скончался в 1800 году.

## Строительство дамб
По первоначальному проекту Вейсмана, надлежало устроить систему дамб в дельте Западной Двины, которая в то время представляла собой множество намываемых во время паводков островов, затруднявших судоходство. Смета составляла 200 000 талеров, работу следовало завершить в течение трёх лет. Это был беспрецедентный гидротехнический проект в масштабах Российской империи.
Однако капризная река то и дело разрушала уже построенные плотины, из-за чего через десять лет после начала работ на строительство было потрачено 600 тысяч талеров, а конечный результат так и не был достигнут. На левом берегу дамбы были отсыпаны от Кливерсалы до Подрагса. Эта система дамб, которую называли Подрага, Спилвская или Кипсальская дамба, задумывалась для сужения русла Даугавы и объединяла в единую цепь несколько островов: Бенкенгольм (Benkenholm, Биекеньсала, в XVI веке Meisters-oder Fluegeholm), Мукенгольм (Moenchenholm, Мукусала), Клюверсгольм (Большая Кливерсала), Бадегольм (остров Буркану) и Кипенгольм (Кипсала). О её существовании напоминает нынешняя дамба Баласта (Баласта дамбис). Вторая дамба проектировалась как упорная перпендикулярно первой и называлась Гагенсбергской, Высокой или дамбой Тортлера. Главным её назначением была защита находившегося на Бадегольме пенькового склада от весеннего половодья.
В 1785 или 1786 году паводком снесло дамбу между Клюверсгольмом и Бадегольмом. Увеличившийся впоследствии прорыв превратился в Гагенсбергский залив, который начали использовать как затон.
Чтобы углубить новый проток Даугавы возле Даугавгривской крепости, ее боковые ответвления были заблокированы плотиной форта Кометы.
Из спроектированных и построенных Вейсманом дамб сохранились на правом берегу:
- Дамба Крюденера (построена в 1768 году, находится в Московском форштадте);
- Какясекля дамбис (на Саркандаугаве);
- Катринас дамбис (в районе Торгового порта).

На левом берегу сохранились:
- Баласта дамбис (строилась в 1764—1784 годах, восстановлена и укреплена валунами в 1869—1870, затем в 1885 году);
- Улица Кугю (проложена по построенной Вейсманом дамбе);
- Улица Мукусалас (проложена по дамбе);
- Ранькя дамбис (построена как насыпная дорога в Даугавгриву, но позже использована как укрепление берега вдоль Малой Даугавы[5].
- Дамба форта Кометы (построена в 1782—1789 годах).

## Читайте также
- Пабст, Арнольд
- Рижский порт